# Утеєво
Уте́єво (рос. Утеєво) — село у складі Червоногвардійського району Оренбурзької області, Росія.

## Населення
Населення — 154 особи (2010; 254 у 2002).
Національний склад (станом на 2002 рік):
- татари — 94 %